# 安姆麗塔·拉奧
安姆麗塔·拉奧（1981年6月7日—）是印度女演員，主要出現在寶萊塢電影。她至今最為人所知的电影作品包括2006年的爱情电影《Vivah》 、《一夫當關》 和《Welcome to Sajjanpur》 等。

## 外部連結
- 安姆麗塔·拉奧在互联网电影资料库（IMDb）上的資料（英文）
- 安姆麗塔·拉奧的X（前Twitter）